# Violeta Barba
Violeta Barba, née le 25 octobre 1987, est une femme politique espagnole membre de Podemos.
Elle est présidente des Cortes d'Aragon entre 2016 et 2019.

## Biographie

### Profession
Elle est titulaire d'une licence en droit, obtenue à l'université de Saragosse. Elle possède un master en relations entre les genres. Elle reçoit lors de son parcours universitaire le Prix d'investigation de la Maison de la femme en 2014. Elle est avocate dans le domaine du travail et de la sécurité sociale.

### Activités politiques
Militante dans divers mouvements sociaux, elle est membre du conseil citoyen de Podemos en Aragon. Elle est élue députée aux Cortes d'Aragon lors des élections régionales du 24 mai 2015.
Le 15 septembre 2016, en vertu d'un accord avec le PSOE, elle est élue présidente des Cortes.
Elle est victime d'une agression le 24 septembre 2017 par des militants d’extrême droite.